# Peter Krawagna
Peter Krawagna (* 7. Mai 1937 in Klagenfurt am Wörthersee) ist ein österreichischer bildender Künstler.

## Leben
Krawagna wächst in Velden auf und lernt nach der Schulzeit bei seinem Vater das Malerhandwerk.
1953 erfolgte der Eintritt in die Universität für künstlerische und industrielle Gestaltung Linz, wo er bis 1957 bei Herbert Dimmel studierte und es entstanden die erste Landschaftsbilder. Von 1957 bis 1961 studierte Krawagna an der Akademie der bildenden Künste Wien bei Herbert Boeckl.
Krawagna lebt und arbeitet in Krumpendorf am Wörthersee und wird von der Galerie Hilger vertreten.

## Ausstellungen (Auswahl)
- 2014: "fokus Sammlung. BIS KRAWAGNA"  Werke aus der Sammlung MMKK[2]
- 2014: "Sehreise" Einzelausstellung Brotkunsthalle[3]
- 2013: "Peter Krawagna" Einzelausstellung in der Galerie Welz
- 2012: "Bilder 2012-2012" Galerie Ernst Hilger Wien, Einzelausstellung
- 2011: "Focus Abstraction" Werke aus der Sammlung Essl, Essl Museum[4]